# Дизалице у рударству
У подземној експлоатацији, дизалица или дизач се користи да подигне или спусти терет унутар рударског окна. Модрене дизалице се углавном покрећу помоћу електричних мотора, док су се раније покретале помоћу директног струјног погона користећи чврсте земљане конверторе (тиристор). Ипак, модерне велике дизалице користе алтернативне струјне погоне који су контролисани променљивом фреквенцијом. Постоје три главна типа дизалица које се користе у рударству. 

## Добош дизалица
Добош дизалице су најучесталији тип дизалица које се користе у Северној Америци, Јужној Африци и Јужној Америци. При коришћењу добош дизалица, сајла се веже око добоша када се терет подигне. Дизалице са једним добошем користе се за мање терете, док дизалице са дуплим добошем лако подижу два терета који су у равнотежи (тј. једна корпа се подиже док се друга спушта). Добош дизалице се постављају на бетон, канапи иду из дизалице до врха главе оквира, преко точка око којег се намотава канап, до места где се повезује са теретом (кавез или корпа).

### Предности
Дизалице са добошем захтевају мање рутинског одржавања од фрикцијске дизалице зато што је кабл за вучу фиксиран на добош, па због тога има мање време застоја. Поред тога, одржавање је мање софистицирано. Добош дизалице могу да раде ако се доње окно поплави. У том случају, неопходна је и мања дубина окна испод рупе која се пуни, за разлику од фрикцијских дизалица код којих би таква поплава могла да прекрије крајеве канапа. Због тога што добош дизалице немају крајеве канапа, систем за дизање је боље прилагођен за постављање омчи испод терета. 

### Мане
Добош дизалице заузимају више места од фрикцијских за исти посао који се обавља јер каблови морају да се намотају на добош док је дизалица подигнута. Добош дизалице захтевају брзе флуктуације у потребама струје, што може бити проблем ако се струја производи на лицу места, а не долази из главног струјног напона.

## Фрикцијске дизалице
Фрикцијске или Копеове дизалице су тип дизалица које се највише користе у Европи, Азији и Аустралији. Конструисао ју је 1877. године Фредерик Копе. Копеове дизалице се постављају на земљу изнад окна или на врх главе оквира. Оне користе крајеве конопца и контратегове, немају кабл причвршћен за точак већ је омотан око њега. Фрикцијске дизалице, за разлику од добош дизалица, могу и најчешће користе више каблова захваљујући чему могу да подигну већи терет. Ипак, оне захтевају и већи фактор безбедности па нису практичне за веома дубока окна.

### Предности
Нове фрикцијске дизалице су јефтиније од нових добош дизалица, и време потребно за израду може да буде мање пошто постоји већа конкуренција произвођача. Фрикцијске дизалице са више каблова могу да подигну већи терет од добош дизалица. Фрикцијска дизалица је мања у пречнику од добош дизалице када се користе у исте сврхе и лакша је за постављање и пренос од добош дизалице.

### Мане
Избалансиране фрикцијске дизалице нису подобне за подизање терета из више јама на различитим дубинама унутар окна, И генерално нису добре за дубља окна. Фракцијске дизалице не могу да раде на нормалној брзини ако је доње окно поплављено И ако вода дође до крајева конопца.

## Блерова дизалица са више каблова
Блерова дизалица са више каблова је варијација дизалице са дуплим добошем. Користи се у веома дубоким окнима кад се други каблови дизалице користе за успостављање равнотеже.